# شمتوچ
شمتوچ (به تاجیکی: Шамтуч) دهکده‌ای کوهستانی در قلمرو جماعت دهوتی شمتوچ، ناحیهٔ عینی، ولایت سغد، جمهوری تاجیکستان است. این روستا در ۵۴ کیلومتری جنوب‌شرقی مرکز ناحیه (شهرک عینی) و ۸ کیلومتری مرکز جماعت قرار دارد.

### جغرافیا و اقلیم
شمتوچ در دامنه‌های سرسبز رشته‌کوه زرافشان واقع شده‌است. اقلیم آن کوهستانی، هوا پاک و چشمه‌های فراوان دارد. اطراف روستا مکان‌های طبیعی و تاریخی متعددی وجود دارد که برای مردم محلی اهمیت فرهنگی و معنوی دارند، از جمله: کرگتوده، دشتی بالا، اوستانک، ویب‌کک، دوآبه، بیدک، دره آسیو، چندک‌وزت، چشیل، سرای حوض، شاخی نوروزگاه و شاخی دوکوشه.

### اقتصاد
ساکنان روستا عمدتاً به کشاورزی، دامداری و باغداری مشغول‌اند. زردآلوهای شیرین آن، به‌ویژه انواع کندک، مایزک و میرسانچلی، معروف‌اند و از آن‌ها خشکبار سنتی به نام «اشتک» تهیه می‌شود. همچنین سیب، بِه، گلابی، شفتالو و میوه‌های دیگر نیز در باغ‌های روستا پرورش داده می‌شود.

### تاریخ و فرهنگ
شمتوچ یکی از قدیمی‌ترین روستاهای درهٔ زرافشان است. سنگ‌نوشته‌ها و کتیبه‌هایی به زبان‌های فارسی، تاجیکی و عربی در کوه‌های اطراف آن کشف شده‌اند که قدمت آن‌ها به قرون چهاردهم تا هجدهم میلادی می‌رسد. این نوشته‌ها بازتابی از زندگی، اندیشه و باورهای مردم آن دوره‌اند.
یکی از کتیبه‌های ارزشمند، شعری از ظهیرالدین محمد بابُر، بنیان‌گذار سلسلهٔ گورکانیان هند است. او در سال ۹۰۷ هجری قمری (۱۵۰۱/۱۵۰۲ میلادی) این بیت را روی سنگی در قبرستان شمتوچ حک کرده‌است:
کافرو مردم‌شکارو یک زمان آهسته‌تر،
کآهوی بیچاره را بر تیر پیکان تاب نیست.
این بیت دعوتی است به رحم، شفقت و پرهیز از ظلم، و تاکنون به‌عنوان نماد اخلاق انسانی در حافظهٔ فرهنگی مردم باقی مانده‌است.
سنگ‌نوشته‌های شمتوچ همچنین به شخصیت‌های معنوی‌ای مانند میر شیخ شمتوچی و قاسمی شمتوچی نسبت داده می‌شوند که از عرفای برجستهٔ منطقهٔ زرافشان بوده‌اند.

### اماکن زیارتی
در شمتوچ دو مزار معروف وجود دارد:
- مزار خواجه شیخ دهقان شمتوچی – عارف و شخصیت معنوی شناخته‌شده که با زنجیره‌های عرفای زرافشان پیوند داشته‌است. سقف این زیارتگاه با کنده‌کاری‌های چوبی سنتی، با نقش‌ونگارهای گل‌دار و رمزی تزئین شده که بازتاب زیبایی‌شناسی و ایمان گذشتگان است.[۳]
- مزار خواجه سیف‌الدین – یکی از اولیای محبوب مردم، که به تقوا و کشف‌های باطنی‌اش شهرت دارد. دیوارهای این زیارتگاه با گچ‌بری‌های هنرمندانه و سقف آن با کنده‌کاری چوبی تزیین شده‌است.[۳]

### شخصیت‌های برجسته
- مخدالدین علیم‌پور – روزنامه‌نگار و عکاس برجستهٔ تاجیک
- خواجه‌محمد عمرُف – دکترای علوم اقتصادی
- حمزه کمال – تاریخ‌دان، استاد دانشگاه، دکترای تاریخ و چهرهٔ فرهنگی شناخته‌شده
- میرزا نصرالدین – نویسنده، مهندس و عضو اتحادیه نویسندگان تاجیکستان

### آیین‌ها و جشن‌ها
مردم شمتوچ آیین‌های کهن و سنتی را گرامی می‌دارند. جشن‌های نوروز، عید فطر و عید قربان با شکوه و شادی برگزار می‌شوند. هنگامی که خورشید پشت کوه شاخی نوروزگاه غروب می‌کند، نشانه‌ای است برای آغاز آماده‌سازی برای نوروز.